# Сан-Томе и Принсипи
Сан-Томе́ и При́нсипи (порт. São Tomé e Príncipe [sɐ̃ũ tu'mɛ i 'pɾı̃sɨpɨ]; официально Демократическая Республика Сан-Томе и Принсипи, порт. República Democrática de São Tomé e Príncipe) — островное государство в Центральной Африке. Расположено на одноимённом архипелаге в Гвинейском заливе у берегов Африки. В государство входят два острова вулканического происхождения — Сан-Томе и Принсипи, расстояние между которыми составляет около 140 км, — и ещё шесть более мелких островов.
После Республики Сейшельские Острова Сан-Томе и Принсипи является наименьшим по площади (1001 км²) из государств Африки. Также Сан-Томе и Принсипи является самой маленькой португалоязычной страной в мире.

## Этимология
Острова были открыты португальскими мореплавателями в 1471—1472 годах и получили названия по именам соответствующих святых. Так, остров, открытый 21 декабря 1471 года, в день святого апостола Фомы, был назван «островом Святого Фомы» (порт. São Tomé, в отечественной литературе прежде использовалось наименование «остров Святого Фомы», с 1920-х годов используется наименование «остров Сан-Томе»). Спустя несколько недель, 17 января 1472 года, в день святого Антония, был открыт соседний остров, первоначально получивший название «остров Святого Антония» (порт. Santo Antão). В 1502 году остров был переименован в «остров Принца» (порт. Ilha do Principe), в честь португальского наследника престола, в пользу которого взимались пошлины с сахара, произведённого на острове. В отечественной литературе прежде использовалось наименование — «Принцев остров», с 1920-х годов используется название «остров Принсипи».

## История
Острова были открыты португальскими мореплавателями между 1469 и 1471 годами. Первое поселение на острове Сан-Томе было основано в 1493 году португальцем Алвару Каминья, который получил эту землю в качестве дара от португальской короны. Подобным же образом в 1500 году был заселён остров Принсипи. К середине XVI века при помощи рабского труда африканцев португальцы превратили эти острова в крупнейших поставщиков сахара на европейские рынки.
Через 100 лет производство сахара спало, и к середине XVII века Сан-Томе представлял собой лишь порт для временной стоянки судов. В начале XIX века здесь стали культивировать какао и кофе. Хорошие вулканические почвы позволяли получать богатые урожаи, и практически вся пригодная для обработки территория островов была занята плантациями. К 1908 году Сан-Томе стал крупнейшим производителем какао в мире.
Система плантационного хозяйства основывалась на жестокой эксплуатации наёмных рабочих с африканского континента (в частности, из Анголы). Хотя Португалия официально отменила рабство ещё в 1869 году, условия работы на плантациях были близки к рабским. Это приводило к волнениям, самое крупное из которых произошло в 1953 году, когда сотни рабочих-африканцев погибли в столкновениях с португальскими плантаторами.
В 1919 году экспедиция сэра Артура Эддингтона на острове Принсипи получила подтверждение теории относительности.
В 1960 году небольшой группой выходцев с Сан-Томе был создан Комитет освобождения Сан-Томе и Принсипи, базировавшийся в соседнем Габоне. В 1972 году комитет был преобразован в Движение за освобождение Сан-Томе и Принсипи (МЛСТП).
После победы Революции гвоздик в Португалии её новое правительство вступило в переговоры с руководителями национально-освободительных движений в португальских колониях. Последним португальским губернатором Сан-Томе и Принсипи был Антониу Пиреш Велозу. В ноябре 1974 года в Алжире была проведена встреча между представителями Португалии и МЛСТП, в результате которой было подписано соглашение о предоставлении 12 июля 1975 года Сан-Томе и Принсипи независимости. В декабре 1974 года было создано переходное правительство с участием представителей МЛСТП и Португалии, а 12 июля 1975 года была провозглашена независимая Демократическая Республика Сан-Томе и Принсипи. Первым президентом был избран Мануэл Пинту да Кошта.
В 1990 году на Сан-Томе начались демократические реформы: легализация оппозиционных партий, изменения в конституции. В 1991 году состоялись первые свободные выборы на многопартийной основе.
В 1999 году в Сан-Томе и Принсипи была изготовлена монета-часы «Милленниум», механизм которой отсчитывал время до 00:00 1 января 2000 года. Сейчас это устройство хранится в Феодосийском музее денег.

## География

Карта Сан-Томе и Принсипи

Демократическая Республика Сан-Томе и Принсипи — наименьшее после Сейшельских Островов по площади государство Африки.
Острова Сан-Томе и Принсипи расположены в экваториальной Атлантике приблизительно в 300 и 250 километрах от северо-западного побережья Габона соответственно. Рельеф обоих островов гористый, поскольку они являются частью потухшей цепи вулканов (Камерунская линия), которая включает также острова Аннобон к юго-западу и Биоко к северо-востоку, а также часть Экваториальной Гвинеи, и вулкан Камерун на западном побережье Африки.
Размеры острова Сан-Томе составляют 48 км в длину на 32 км в ширину. На этом острове расположена столица государства, город Сан-Томе.
Остров Принсипи имеет размеры 6 на 16 км.
Экватор проходит чуть южнее острова Сан-Томе, через или совсем рядом с островом Ролаш.
Самая высокая точка острова Сан-Томе — пик Сан-Томе (2024 м), острова Принсипи — пик Принсипи (948 м).
Климат на уровне моря — тропический морской, то есть жаркий и влажный. Среднегодовая температура — +26—27 °C. В жаркие месяцы, особенно в январе, температура обычно превышает +30 °C, а в самый холодный (июль) может опускаться ниже +20 °C.
Больше всего осадков (до 5000 мм) выпадает на юго-западе Сан-Томе, меньше всего (до 1000 мм) — в низинах на севере. Сезон дождей продолжается с октября по май.
По склонам гор текут реки, наиболее крупные из которых — Агуа-Гранде и Ио-Гранде на Сан-Томе, а также Агульяш, Банзу и Папагайу на Принсипи.

## Государственное устройство
Согласно Конституции, принятой 10 марта 1990 г. и вступившей в силу 10 сентября 1990 г., Сан-Томе и Принсипи по форме правления — многопартийная парламентская республика.
Глава исполнительной власти — президент, который избирается на пятилетний срок на всеобщих выборах. Ограничение — 2 срока подряд.
Законодательный орган — однопалатное Национальное собрание, состоящее из 55 депутатов. Избирается на четырёхлетний срок на прямых всеобщих выборах.
Вооружённые силы государства включают армию, береговую охрану, президентскую гвардию и национальную гвардию. В 1997 году их общая численность составляла 800 человек.

## Внешняя политика
В 1972 году Организация африканского единства признала МЛСТП/ПСД, но до обретения независимости в 1975 году Сан-Томе и Принсипи осуществляла внешние связи через Португалию. После признания независимости Сан-Томе и Принсипи старалась наладить отношения с Восточным блоком, но неудовлетворенность объёмом оказанной помощи заставила эту страну искать других союзников. В результате президент Сан-Томе и Принсипи Мануэл Пинту да Кошта встретился с президентом Габона Омаром Бонго, что привело к улучшению отношений между странами. Мануэл Пинту да Кошта также заменил министров иностранных дел и планирования, так как они оба были убежденными левыми политиками. Почти полная зависимость Сан-Томе и Принсипи от помощи со стороны Западного мира в сочетании с разочарованием от недостаточного объёма советской помощи и улучшением отношений с африканскими соседями способствовали продолжению переориентации внешней политики.

## Государственные символы
Государственный флаг Демократической Республики Сан-Томе и Принсипи был принят 5 ноября 1975 года (до этого использовался флаг МЛСТП).
Описание флага в статье 14 конституции страны, вступившей в силу 10 сентября 1990 года, гласит:

Государственный флаг состоит из трёх полос, расположенных горизонтально: двух зелёных по краям равной ширины, и в середине, на которой находятся две черных пятиконечных звезды, — жёлтая полоса, которая в полтора раза шире двух других полос; и красного треугольника, основание которого находится на левом краю флага. Высота треугольника равна половине его основания.

В этой же статье содержится описание герба:

Герб состоит из изображений сокола слева и попугая справа, которых разделяет овальный щит, ширина которого составляет 0,33 его высоты, внутри которого по вертикальной оси изображена пальма.

Гимн страны называется Independência total («Полная независимость»). Автор слов — Алда Невеш да Граса ду Эспириту Санту, композитор — Мануэл душ Сантуш Баррету де Суза э Алмейда.

## Административно-территориальное деление
Столица Сан-Томе и Принсипи — город Сан-Томе, расположенный на одноимённом острове.
Государство разделено на 2 провинции: Сан-Томе и Принсипи.
Провинции, в свою очередь, разделены на 7 округов: шесть на Сан-Томе и один на Принсипи.
| № | Округа      | Административный центр | Площадь, км² | Население, чел. (2012) | Плотность, чел./км² |
| - | ----------- | ---------------------- | ------------ | ---------------------- | ------------------- |
| 1 | Агуа-Гранде | Сан-Томе               | 17           | 73 091                 | 4299,47             |
| 2 | Кантагалу   | Сантана                | 119          | 18 194                 | 152,89              |
| 3 | Кауи        | Сан-Жуан-дуз-Анголареш | 267          | 6887                   | 25,79               |
| 4 | Лемба       | Невеш                  | 229          | 15 370                 | 66,83               |
| 5 | Лобата      | Гуадалупи              | 105          | 20 007                 | 190,54              |
| 6 | Ми-Сочи     | Тринидад               | 122          | 46 265                 | 379,22              |
| 7 | Пагуи       | Санту-Антонью          | 142          | 7542                   | 53,11               |
|   | Всего       |                        | 1 001        | 187 356                | 187,17              |

## Население

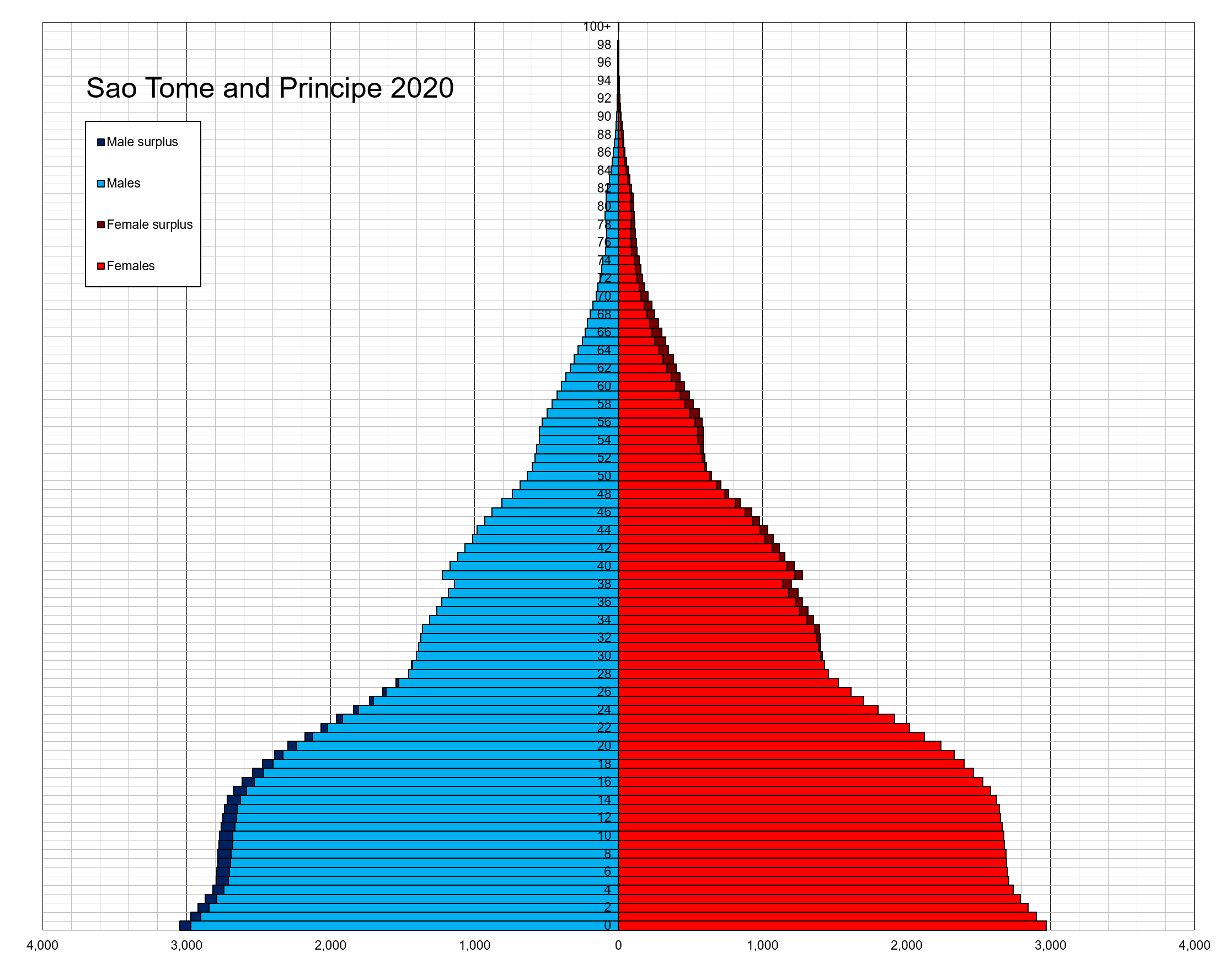
Возрастно-половая пирамида населения Сан-Томе и Принсипи на 2020 год

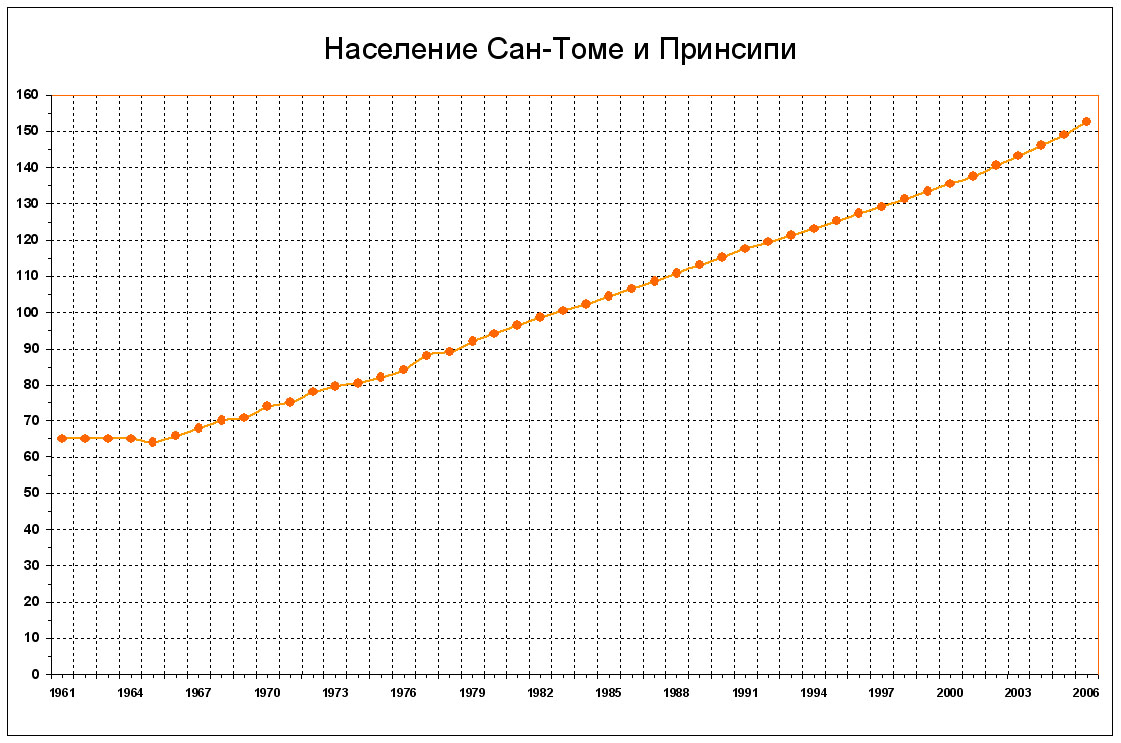
Рост численности населения с 1961 по 2006

Из примерно 163 тысяч человек (по данным Всемирной книги фактов ЦРУ — более 212,6 тысяч), проживающих в государстве, почти все живут на о. Сан-Томе; лишь около 6 тысяч живут на о. Принсипи. Выделяют следующие группы населения:
- креолы (метисы; порт. Mestiço): потомки первых португальских колонистов и африканских рабов, привезённых на остров из Бенина, Габона и Конго (известны также как filhos da terra — «дети земли»).
- Angolares: потомки рабов из Анголы, переживших кораблекрушение в 1540 году. Сейчас занимаются прежде всего рыболовством.
- Форруш (Forros): потомки рабов, освобождённых в результате отмены рабства.
- Serviçais: рабочие из Анголы, Мозамбика и Кабо-Верде, временно работающие на островах по контракту.
- Tongas: дети рабочих-контрактников, рождённые на островах.
- Европейцы (прежде всего, португальцы).

Религия: 71,9 % — католики, 10,2 % — другие христиане (в том числе Свидетели Иеговы — 1,86 %), 17,9 % — другие религии или неверующие.

### Языки Сан-Томе и Принсипи
Официальным языком Сан-Томе и Принсипи является португальский, которым в той или иной степени владеют 95 % населения, в основном как вторым. Основным разговорным языком является нижнегвинейский креольский язык (на основе португальского), три диалекта которого представлены в основном в этой стране: форру (сан-томийское наречие; 85 %), анголар (нгола, на юге о. Сан-Томе; 9 тыс.), принсипийское наречие (ок. 4500 чел.).

## Экономика
- Созданная Португалией инфраструктура. Рыбные запасы, сельское хозяйство, нефть. Доступ к международным финансовым источникам.

- 90 % доходов от какао. Неэффективное управление средствами, полученными благодаря умелой дипломатии, привело к высоким долгам. Слабая валюта. Высокая безработица (50 %)

С XIX века экономика Сан-Томе и Принсипи была основана на плантационном хозяйстве. Ко времени обретения независимости португальские плантации занимали 90 % обрабатываемой земли. После 1975 г. эти плантации перешли под управление различных государственных сельскохозяйственных предприятий, а позже были приватизированы. Основной сельскохозяйственной культурой, выращиваемой на Сан-Томе и Принсипи, является какао, доля которого в экспорте составляет более 80 % всего объёма вывозимой продукции. Также на экспорт в небольших количествах идут кофе, копра, бананы, кора хинного дерева, пальмовое масло. Кроме того, в стране выращивают хлебное дерево, просо, маниок, кукурузу, ямс. Более 30 % экспортируемых товаров поставляется в Великобританию, более 25 % — в Нидерланды, более 20 % — в Бельгию.

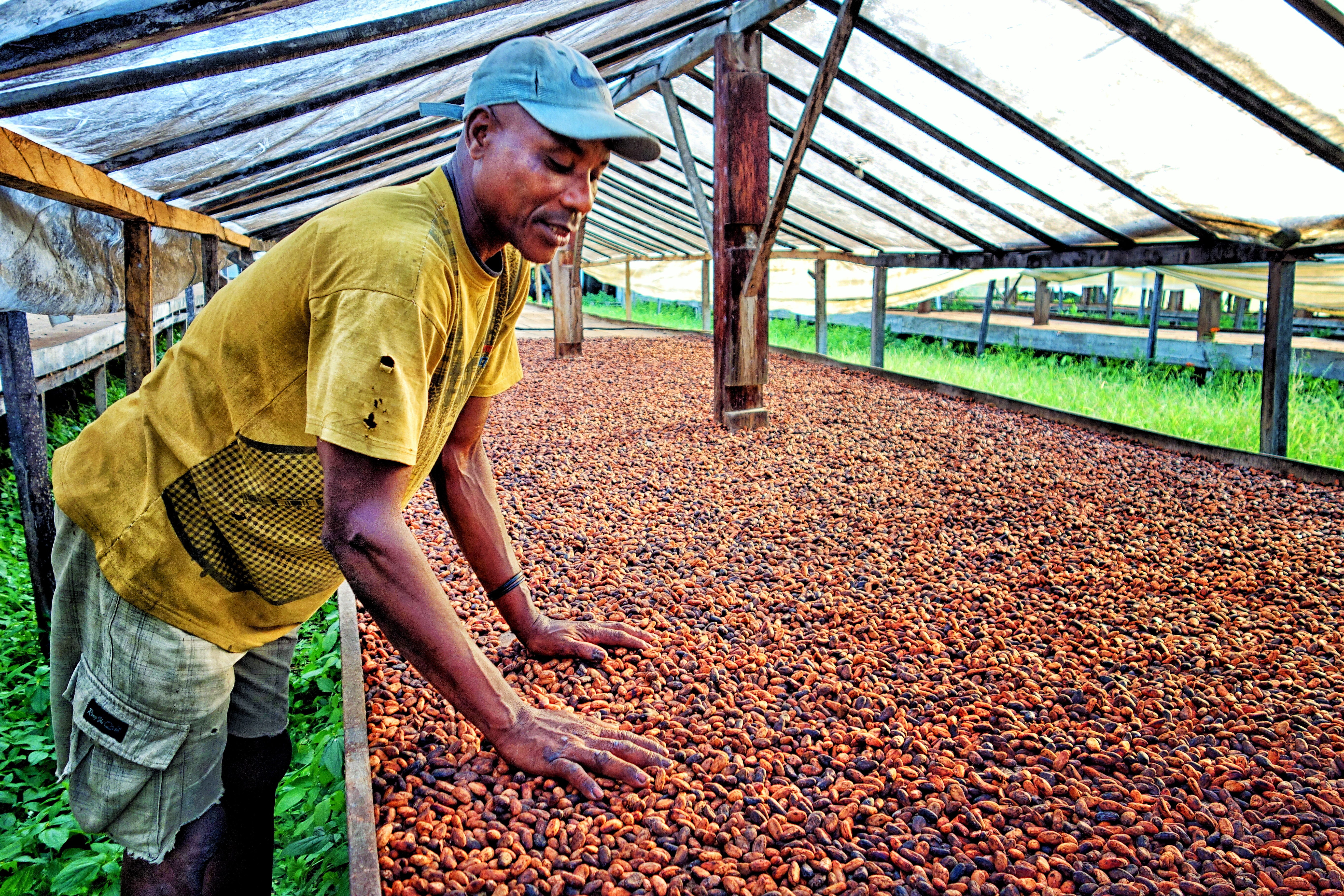
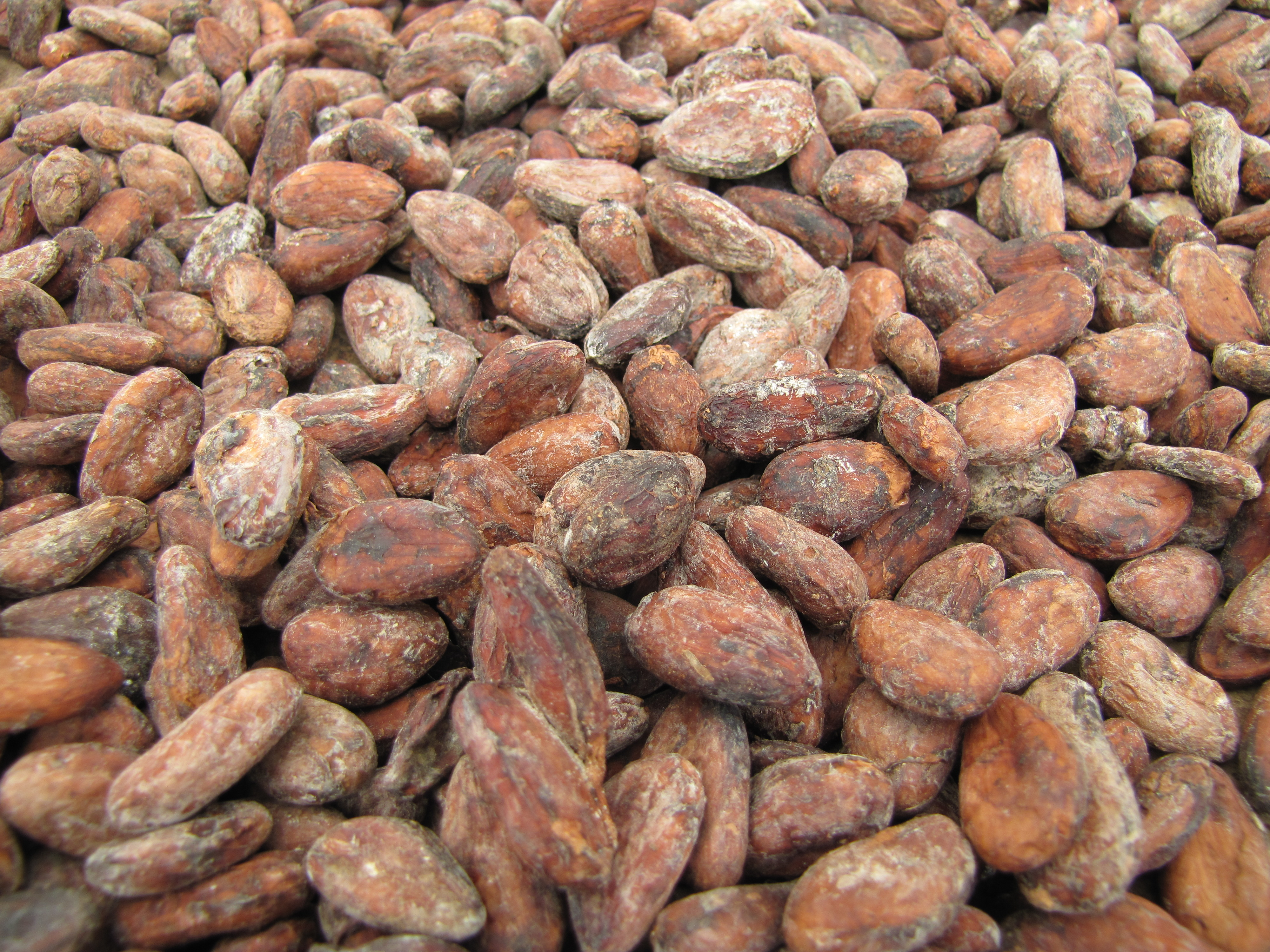
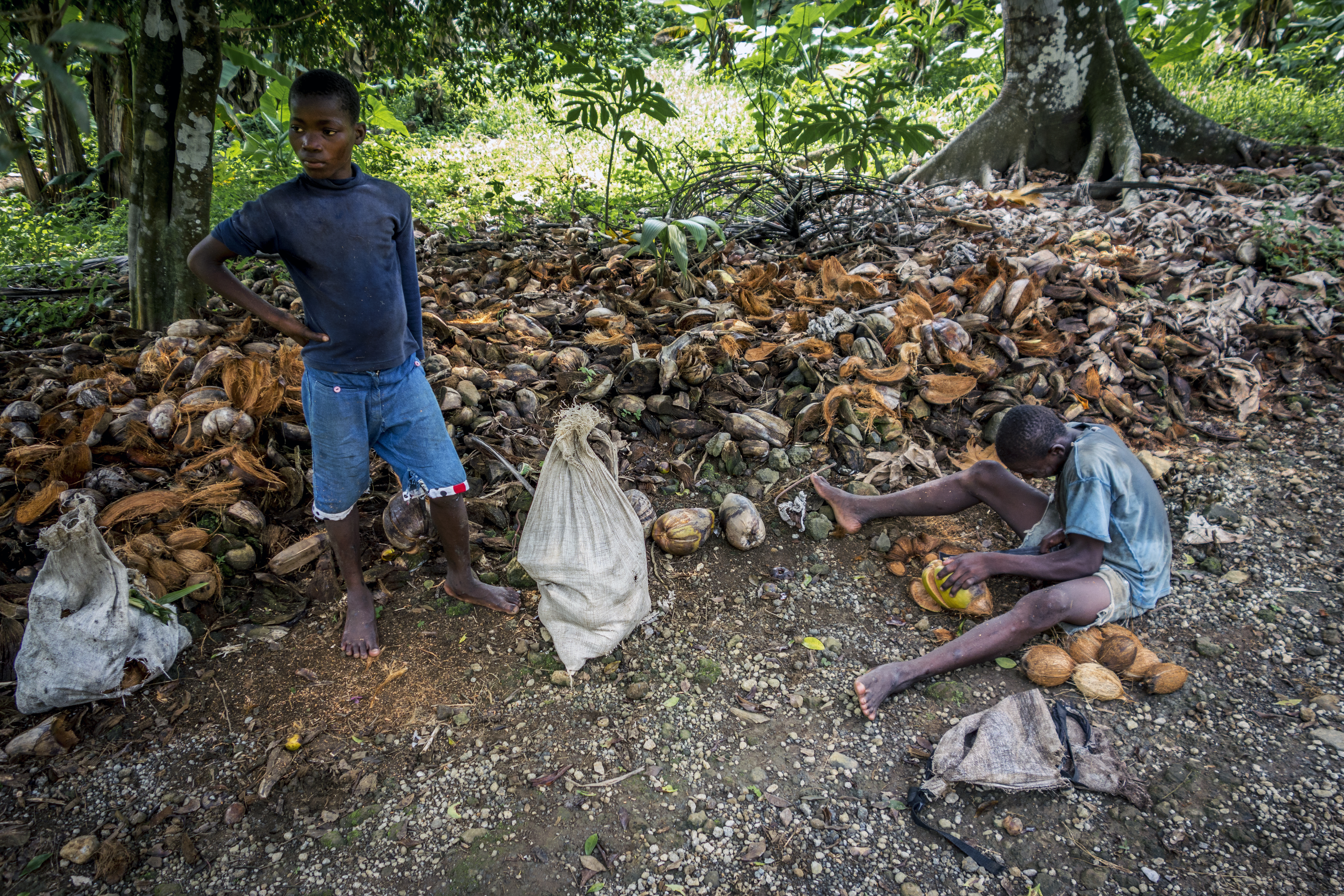
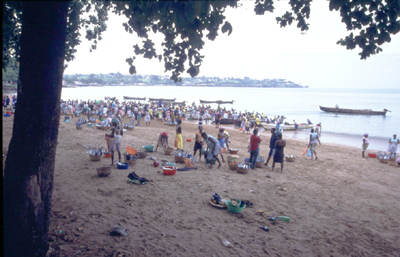

Тем не менее, объёмы производства пищи очень малы и не могут удовлетворить потребности населения, поэтому значительная часть продуктов питания импортируется. В последнее время правительство прилагает усилия к развитию пищевого производства, им было начато несколько проектов, которое в значительной степени финансируются иностранными организациями. В настоящее время основным поставщиком товаров на острова остаётся Португалия: на её долю приходится почти 60 % импорта Сан-Томе и Принсипи.
Кроме сельского хозяйства, главными отраслями экономики Сан-Томе и Принсипи являются рыболовство и слаборазвитый промышленный сектор (обработка продуктов сельского хозяйства и производство основных товаров народного потребления). У островов есть прекрасный потенциал для развития туризма, и правительство пытается улучшить туристическую инфраструктуру. Доля населения, занятого в государственном секторе экономики, составляет приблизительно 11 %.
После обретения независимости управление хозяйством страны стало иметь централизованный характер, при этом большая часть средств производства находилась в собственности государства. Первоначальная конституция гарантировала «смешанную экономику», предполагавшую одновременное существование частных кооперативов и государственной собственности и средств производства.
В 1980-е — 1990-е гг. экономика Сан-Томе и Принсипи столкнулась со значительными трудностями. Экономическое развитие затормозилось. Попытки перераспределения плантационных земель привели к сокращению производства какао. В то же время цена на какао на мировом рынке резко упала. Дефицит платёжного баланса государства рос с каждым годом.
В целях замедления и остановки экономического спада правительство предприняло ряд экономических реформ. В 1987 г. правительство начало осуществление структурной программы регулирования Международного валютного фонда и расширило участие частного сектора в управлении полугосударственными предприятиями, а также в сельскохозяйственном, предпринимательском, банковском и туристическом секторах. Базой экономической реформы с начала 1990-х гг. стала массовая приватизация (в особенности сельскохозяйственных и промышленных предприятий).
Правительство Сан-Томе и Принсипи регулярно получает помощь от различных государств и международных организаций (Программа развития ООН, Всемирный банк, Европейский союз, Португалия, Тайвань, Африканский банк развития).
Входит в международную организацию стран АКТ.
По состоянию на 27 марта 2007 года государство входит в список должников ООН по уплате денежных взносов.
В 1999 г. корпорацией ExxonMobil началась разведка запасов нефти на шельфе. В результате было найдено более 10 млрд баррелей нефти. В 2001 г. правительствами Нигерии и Сан-Томе и Принсипи была достигнута договорённость по совместному владению запасами нефти в регионе. Совместная зона развития была разделена на 9 секторов. В 2004 г. права на нефтедобычу в 1 секторе получили компании ChevronTexaco, ExxonMobil и норвежская фирма Equity Energy. По договору 60 % доходов получает Нигерия, 40 % — Сан-Томе и Принсипи.

### Транспорт
Государство связано с внешним миром морским и авиационным сообщением. В стране есть два аэропорта — в Сан-Томе и в Санту-Антонью. Первый является международным аэропортом, туда прибывают рейсы из соседних стран Африки и из Лиссабона. В 1985 году СССР и Сан-Томе и Принсипи заключили соглашение о воздушном сообщении. Первый рейс из Москвы в столицу этого островного государства выполнила авиакомпания «Аэрофлот» 7 апреля 1990 года по маршруту Москва — Мальта — Котону — Малабо — Сан-Томе. С 1993 года в стране действовала единственная авиакомпания «Авиалинии Сан-Томе и Принсипи», владевшая единственным самолётом, пока тот в 2006 году не потерпел крушение.

## Культура
Африканская культура страны испытала сильное португальское влияние в колониальный период и до сих пор связана с Португалией.
На Принсипи распространён ритм «деша» (порт. dêxa). В стране известны такие танцы как самба; пуита (порт. puita), пришедший из Кабо-Верде; сокопе (порт. socopé), который в прошлом был танцем колониальной элиты; дансу-конгу (порт. Danço Congo). Одно из наиболее известных традиционных музыкально-танцевальных представлений называется «чилоли» (порт. tchiloli).
Одной из самых популярных музыкальных групп страны XX века была Leoninos, основанная в 1959 году. В момент расцвета группа была запрещена за песню «Ngandu», в которой критиковалось колониальное правительство. Leoninos распалась в 1965 году, но ей на смену пришли другие исполнители: Os Úntués (эта группа впервые использовала электрогитару), Quibanzas, Africa Negra, Mindelo. В творчестве этих групп усилились влияния ангольской, американской, аргентинской, конголезской, кубинской культур.
В конце XX века популярными в стране были певцы Zarco, Manjelegua, а такие группы как Juka и Açoreano выступали в Португалии. Одна из популярных современных групп — Grupo Tempo, участник которой — Гильерме Карвалью — является также художником.
Наиболее известными писателями Сан-Томе и Принсипи считаются Алда Невеш да Граса ду Эспириту Санту и Албертину Браганса.
На Сан-Томе местные мастера делают скульптуры из дерева.

### СМИ
Государственная телекомпания и принадлежащий ей государственный телеканал TVS (Televisão Santomense — «Сан-томезское телевидение»), государственная радиокомпания RNSTP и принадлежащая ей государственная радиостанция (Rádio Nacional de São Tomé e Príncipe — «Национальное радио Сан-Томе и Принсипи»).

### Образование
Главный вуз страны — Университет Сан-Томе и Принсипи.

## Здравоохранение

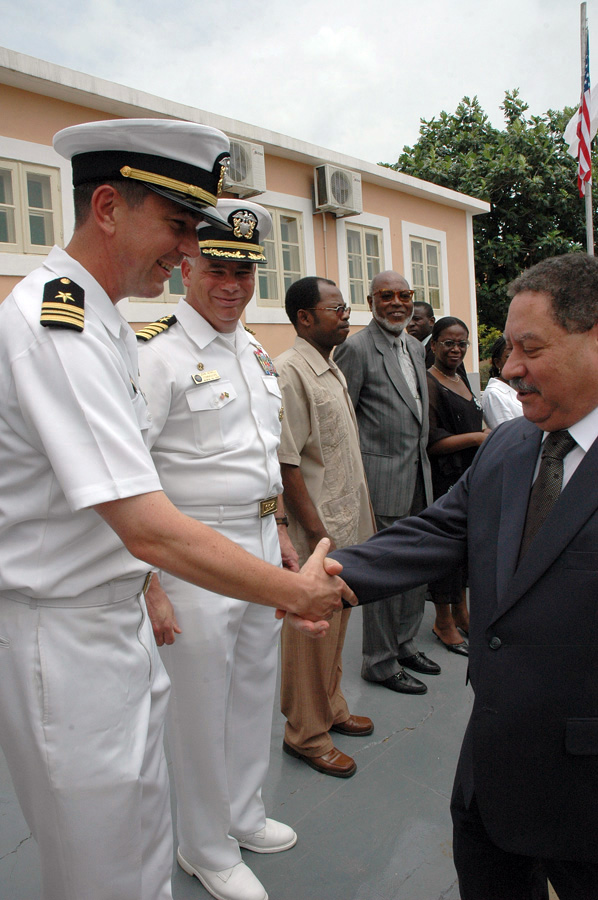
Президент Фрадике де Менезеш и офицеры ВМС США на церемонии, посвящённой завершению ремонта больницы

Одной из главных проблем здравоохранения Сан-Томе и Принсипи является малярия. До недавнего времени[когда?] масштабы заболеваемости малярией были огромны, однако в последние годы, благодаря технологической и материальной помощи Тайваня и Глобального фонда борьбы со СПИДом, туберкулёзом и малярией, число больных сократилось на 60 %.
В стране наблюдается катастрофический рост числа больных ВИЧ-инфекцией и СПИДом. Количество медицинских учреждений ничтожно, а средств для закупки медицинских препаратов у государства нет.
Некоторую помощь в сфере здравоохранения оказывает Европейское командование ВС США по программе партнёрства с африканскими странами. Например, повышается квалификация военных врачей, была отремонтирована больница в Сан-Томе и т. п.

## Права человека
Согласно Докладу о правах человека за 2005 год Госдепартамента США (выпущен 8 марта 2006 года), в Сан-Томе и Принсипи права человека в целом уважаются, хотя существуют и определённые проблемы.
Сан-Томе и Принсипи — одна из 11 стран Африки, расположенных к югу от Сахары, которые были названы свободными в обзоре «Свобода в мире» за 2006 год, выпущенном организацией Freedom House. По семибалльной шкале государство получило 2 балла в отношении обеспечения политических и гражданских прав, что считается хорошим показателем.

## Сан-Томе и Принсипи в литературе
Острова Сан-Томе и Принсипи упоминаются не только в португальской литературе (к примеру, в «Лузиадах» Камоэнса), но и в нескольких произведениях русской литературы. В романе «Цусима» Алексей Новиков-Прибой писал:

Мимо эскадры открывался остров святого Фомы, принадлежащий Португалии. Издали он походил на небольшое серое облако, упавшее на равнину моря.
Сан-Томе упоминается и в романе Владимира Орлова «Альтист Данилов»

### Правительство
- saotome.st — официальный сайт Сан-Томе и Принсипи
- Официальный сайт Национального собрания Сан-Томе и Принсипи (порт.)
- Национальный институт статистики (порт.)

### Туризм
- «Жизнь здесь прекрасна» (туристический обзор)
- Фотографии из Сан-Томе и Принсипи